# Thurloxton
Thurloxton is een civil parish in het bestuurlijke gebied Sedgemoor, in het Engelse graafschap Somerset met 153 inwoners.